# Hallstahammar
Hallstahammar è una località della Svezia capoluogo dell'omonimo comune, conta 10.300 abitanti e si trova nella contea di Västmanland.

## Storia
Re Gustavo I di Svezia costruì il Castello di Strömsholm, che ospita oggi un interessante museo, lungo le sponde del lago Mälaren intorno al 1558 mentre il suo attuale aspetto risale al 1680.
Le prime tracce della città risalgono al 1628 quando fu costruita la prima fucina non lontano dal castello; mentre il Canale di Strömsholm, che migliorò sensibilmente il trasporto delle merci, risale al 1795. La città divenne, grazie al vicino canale, presto un importante centro per il trasporto e il commercio e nel 1930 fu ridisegnata come una tipica città industriale svedese, con stretti legami con l'industria meccanica. Dal 1970 in poi, tuttavia, l'industria ha progressivamente perso il suo peso nell'economia cittadina.
La città è situata vicino al piccolo fiume di Kolbäcksån lungo le cui rive si insediarono le numerose industrie del territorio.
Le locali linee di autobus sono completamente gratuite, portando avanti una delle poche sperimentazioni in tal senso in tutta la Svezia.